# Bergtjärnen (Stavnäs socken, Värmland)
Bergtjärnen är en sjö i Arvika kommun i Värmland och ingår i Göta älvs huvudavrinningsområde.